# لنز سونی سونار تی* ۱۳۵میلی‌متر اف/۱٫۸ زدای
لنز سونی سونار تی* ۱۳۵میلی‌متر اف/۱٫۸ زدای (به انگلیسی: Sony Sonnar T* 135mm f/1.8 ZA lens) نام لنز دوربین عکاسی از نوع ثابت است که توسط شرکت سونی، کارل زایس تولید می‌شود. فاصلهٔ کانونی این لنز ۱۳۵ میلی‌متر، دیافراگم آن دارای ۹ تیغه و ضریب اف آن اف ۱٫۸ تا اف ۲۲ است. این لنز در 2006 میلادی تولید و عرضه شده‌است.